# کاهوی جنگلی (سرده)
کاهوی جنگلی، کاهوی خرگوشی (نام علمی: Prenanthes) نام یک سرده از تیره کاسنیان است.